# Tuija Vuoksiala
Tuija Mirjam Inkeri Vuoksiala (ur. 25 sierpnia 1961 w Sippoli) – fińska biathlonistka, trzykrotna medalistka mistrzostw świata.

## Kariera
Pierwszy sukces osiągnęła w 1985 roku, podczas mistrzostw świata w Egg. Wspólnie z Pirjo Mattilą i Teiją Nieminen zdobyła tam brązowy medal w sztafecie. Był to pierwszy w historii medal dla Finlandii w tej konkurencji. Wynik ten Finki w składzie: Tuija Vuoksiala, Seija Hyytiäinen i Pirjo Mattila powtórzyły na mistrzostwach świata w Oslo/Mińsk/Kontiolahti w 1990 roku. W międzyczasie wywalczyła także brązowy medal w biegu indywidualnym na mistrzostwach świata w Lahti w 1987 roku. W zawodach tych wyprzedziły ją tylko Norweżka Sanna Grønlid i Kaija Parve z ZSRR. Była też między innymi czwarta w sztafecie na mistrzostwach świata w Falun w 1986 roku. W 1994 roku brała udział w igrzyskach olimpijskich w Lillehammer, zajmując 55. miejsce w biegu indywidualnym, 36. w sprincie i 10. w sztafecie.
W zawodach Pucharu Świata zadebiutowała 29 lutego 1984 roku w Chamonix, zajmując 14. miejsce w biegu indywidualnym. Tym samym już w debiucie zdobyła pierwsze punkty. Pierwszy raz na podium zawodów pucharowych stanęła 25 lutego 1987 roku w Lahti, kończąc rywalizację w tej samej konkurencji na trzeciej pozycji. W kolejnych startach jeszcze jeden raz stanęła na podium zawodów tego cyklu: 15 marca 1988 roku w Keuruu była trzecia w sprincie, za Norweżką Synnøve Thoresen i Nadeżdą Aleksiewą z Bułgarii. Najlepsze wyniki osiągnęła w sezonie 1988/1989, kiedy zajęła 15. miejsce w klasyfikacji generalnej.

## Osiągnięcia

### Igrzyska olimpijskie
| Rok  | Miejscowość | Konkurencje | Konkurencje | Konkurencje | Konkurencje | Konkurencje | Konkurencje | Konkurencje |
| Rok  | Miejscowość | IN          | SP          | PU          | MS          | RL          | MR          | SR          |
| ---- | ----------- | ----------- | ----------- | ----------- | ----------- | ----------- | ----------- | ----------- |
| 1994 | Lillehammer | 55.         | 36.         | nd.         | nd.         | 10.         | nd.         | –           |

### Mistrzostwa świata
| Rok  | Miejscowość            | Konkurencje | Konkurencje | Konkurencje | Konkurencje | Konkurencje | Konkurencje | Konkurencje |
| Rok  | Miejscowość            | IN          | SP          | PU          | MS          | RL          | MR          | SR          |
| ---- | ---------------------- | ----------- | ----------- | ----------- | ----------- | ----------- | ----------- | ----------- |
| 1984 | Chamonix               | 14.         | 27.         | nd.         | nd.         | –           | nd.         | –           |
| 1985 | Egg                    | –           | –           | nd.         | nd.         | 3.          | nd.         | –           |
| 1986 | Falun                  | 8.          | 11.         | nd.         | nd.         | 4.          | nd.         | –           |
| 1987 | Lahti                  | 3.          | 11.         | nd.         | nd.         | –           | nd.         | –           |
| 1988 | Chamonix               | 19.         | 15.         | nd.         | nd.         | 10.         | nd.         | –           |
| 1989 | Feistritz              | 26.         | –           | nd.         | nd.         | 6.          | nd.         | –           |
| 1990 | Oslo/Mińsk/Kontiolahti | 28.         | 20.         | nd.         | nd.         | 3.          | nd.         | –           |
| 1991 | Lahti                  | 31.         | 32.         | nd.         | nd.         | –           | nd.         | –           |
| 1993 | Borowec                | 49.         | 47.         | nd.         | nd.         | –           | nd.         | –           |
| 1995 | Anterselva             | 44.         | 30.         | nd.         | nd.         | 9.          | nd.         | –           |

### Puchar Świata

#### Miejsca w klasyfikacji generalnej
| Sezon     | Miejsce |
| --------- | ------- |
| 1983/1984 | ?       |
| 1984/1985 | ?       |
| 1985/1986 | ?       |
| 1986/1987 | 19.     |
| 1987/1988 | 17.     |
| 1988/1989 | 15.     |
| 1989/1990 | 29.     |
| 1990/1991 | 31.     |
| 1991/1992 | 45.     |
| 1992/1993 | 57.     |
| 1993/1994 | 45.     |
| 1994/1995 | 50.     |

#### Miejsca na podium w zawodach chronologicznie
| Lp. | Dzień     | Rok  | Miejscowość | Konkurencja                | Lokata | Pudła | Czas biegu | Strata  | Zwycięzca        |
| --- | --------- | ---- | ----------- | -------------------------- | ------ | ----- | ---------- | ------- | ---------------- |
| 1.  | 25 lutego | 1987 | Lahti       | Bieg indywidualny na 15 km | 3.     | 0+2+0 | 42:42,8    | +2:14,0 | Sanna Grønlid    |
| 2.  | 15 marca  | 1988 | Keuruu      | Sprint na 7,5 km           | 3.     | ?     | ?          | ?       | Synnøve Thoresen |